# Степан Хмелецький (козацький полковник)
Хмеле́цький Степа́н (також Стефан; Хмілецький, Хмєлецький, пол. Chmielecki) гербу Бонча (перша половина XVII століття — пом. березень 1653) — шляхтич, козацький військовий та державний діяч, Паволоцький наказний і повний полковник.

## Короткий життєпис
Народився, очевидно, в першій половині XVII століття, можливо в Перемиській землі, де знаходилася вотчина роду Хмелецьких. Він доводився родичем Стефану Хмелецькому — воєводі Київському, герою антитатарських походів; а також, Адаму Хмелецькому, паволоцькому наказному полковнику (1648—1652), якому він, імовірно, доводився сином.
Степан Хмелецький у 1630-х—1640-х роках міг бути службовцем у Таборівському старостві Київського воєводства — володінні свого родича Стефана Хмелецького, яке з початком Хмельниччини увійшло до складу Паволоцького полку.
На думку дослідника С. Коваленка, Степан Хмелецький був вписаний до Реєстру Війська Запорозького 1649 року у складі Білоцерківського полкового товариства, ймовірно, під іменем Степан Писар, що вказувало б на його службу на уряді білоцерківського полкового писаря. Таке високе становище у Білоцерківському полку пояснювало б скоре піднесення Степана Хмелецького до уряду паволоцького полковника.
Степан Хмелецький згадується як паволоцький полковник з 1651 по 1653 роки. Після відновлення Паволоцького полку на початку 1651 року він певний час був наказним полковником у керівника полку Івана Куцевича-Миньківського. Можливо, його наказне полковництво тривало й раніше, паралельно з перебуванням на цьому ж уряді його родича Адама Хмелецького, проте точних відомостей про це, на жаль, немає. Проте внаслідок поразки під Берестечком та за умовами Білоцерківського миру 1651 Паволоцький полк знову припинив самостійне існування. Протягом осені 1651 — весни 1652 років полк тимчасово формально не існував, проте міг брати участь у військових кампаніях.
Очевидно, між керівником полку І. Куцевичем-Миньківським та Степаном Хмелецьким з часом виникли серйозні протиріччя. Можливо, вони були пов'язані з арештом та стратою родича (батька) останнього — паволоцького наказного полковника Адама Хмелецького, яка відбулася в Паволочі в травні 1652 року. З відновленням Паволоцького полку (орієнтовно цього ж 1652 року, можливо перед битвою під Батогом) саме Степан Хмелецький, а не Іван Куцевич-Миньківський, очолює його і залишається полковником до своєї страти у березні 1653 року. На цій посаді його змінює, принаймні з червня 1653 року Михайло Суличич.
Орієнтовно наприкінці 1652 — на початку 1653 року виникає нова старшинська опозиція проти Богдана Хмельницького за його самовладну вдачу. Паволоцький полковник Степан Хмелецький разом з Григорієм та Іваном Гуляницькими очолили цю змову проти гетьмана. Щоправда, можливо Хмелецький і не мав до змови жодного відношення, а всі звинувачення були обмовою з боку колишнього полковника І. Куцевича-Миньківського. Так чи інакше, за участь у змові Степан Хмелецький був схоплений і страчений у березні 1653 року Богданом Хмельницьким, а Гуляницький урятувався в якомусь монастирі. За іншою версією, Хмелецький був убитий під час сварки з паволоцьким війтом І. Куцевичем-Миньківським. Польський історик В. Коховський щодо цього подає такі відомості: «…Гуляницький і Хмелецький, наші земляки-шляхтичі, прославлені між повстанцями своїми відважними вчинками, стягнули на себе ненависть гетьмана тим, що більше ніж інші йому суперечили — занадто пам'ятаючи своє походження і давніший свій стан. Та Гуляницького на якийсь час покрило від гетьманського гніву монастирське життя; але Хмелецький — занадто певний своєї сили, так що небезпечно було против нього виступати одверто, — згинув від війта паволоцького, як говорили: людини готової на всякий злочин і намовленої на се убивство; гідна кара для зрадника вітчизни і негідного братанича славного войовника» (Стефана Хмелецького).